# Microsoft Build
Microsoft Build (adesea stilizat ca //build/)  este un eveniment tip conferință anual găzduit de Microsoft, țintit spre ingineri software și dezvoltatori web utilizând Windows, Microsoft Azure și alte tehnologii Microsoft. Prima dată ținut în 2011, servește ca un succesor pentru vechile evenimente pentru dezvoltatori, Professional Developers Coference (un eveniment infrecvent care acoperea dezvoltarea de software pentru sistemul de operare Windows) și MIX (care acoperea dezvoltarea web, centrându-se pe tehnologiile Microsoft ca Silverlight și ASP.net). Prețul pentru participare (SUA) a fost 2195 de dolari, urcat de la 2095 în 2005. Biletele s-au vândut rapid, în mai puțin de un minut de la deschiderea site-ului de înregistrare în 2016.

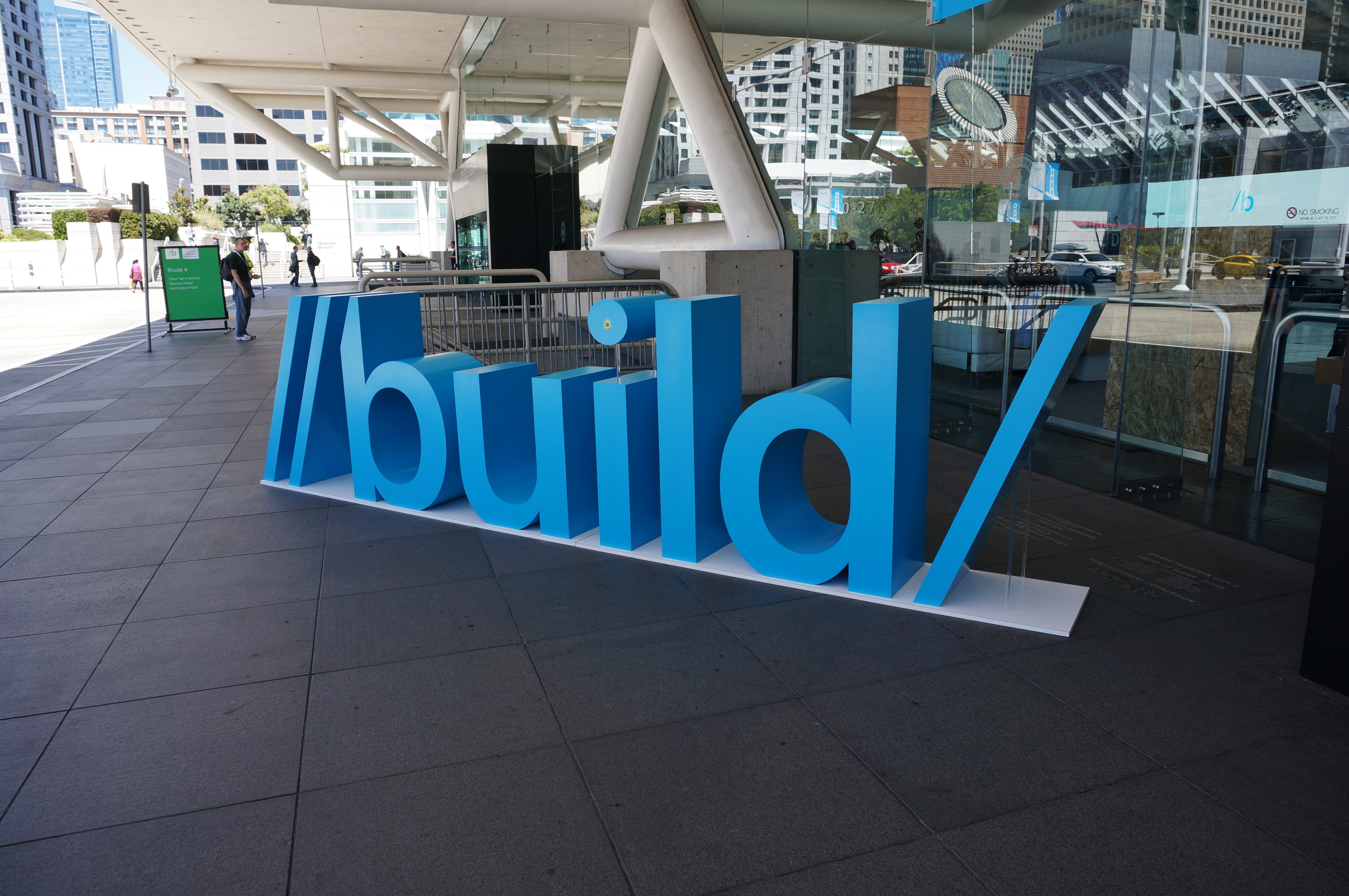
Semn pentru conferința Microsoft Build din 2013 la intrarea din Moscone Center în San Francisco

## Format
Evenimentul a avut loc, până acum, ori într-un centru mare de convenții, ori într-un spațiu de întâlnire special construit în campusul Microsoft. Discursul din prima zi a fost condus de CEO-ul Microsoft, adresându-se presei și dezvoltatorilor. Acesta a fost locul pentru a anunța etapele tehnologice generale pentru dezvoltatori. Există sesiuni de lucru conduse de ingineri și manageri de programe, adesea de angajați Microsoft reprezentând inițiativele lor specifice. Discursul principal din a doua zi include adesea aprofundări în tehnologie. Mii de dezvoltatori și tehnologiști din întreaga lume participă.

## Evenimente
| An   | Dată                       | Locație                            |
| ---- | -------------------------- | ---------------------------------- |
| 2011 | 13 –16 Septembrie          | Anaheim Convention Center          |
| 2012 | 30 Octombrie – 2 Noiembrie | Microsoft campus                   |
| 2013 | 26 – 28 Iunie              | Moscone Center (North & South)     |
| 2014 | 2 – 4 Aprilie              | Moscone Center (West)              |
| 2015 | 29 Aprilie – 1 Mai         | Moscone Center (West)              |
| 2016 | 30 Martie – 1 Aprilie      | Moscone Center                     |
| 2017 | 10 – 12 Mai                | Washington State Convention Center |
| 2018 | 7 – 9 Mai                  | Washington State Convention Center |
| 2019 | 6 – 8 Mai                  | Washington State Convention Center |
| 2020 | 19 – 21 Mai                | Digital                            |
| 2021 | 25 – 27 Mai                | Digital                            |
| 2022 | 24 – 26 Mai                | Digital                            |
| 2023 | 23 – 25 Mai                | Seattle Convention Center          |
| 2024 | 21 – 23 Mai                | Seattle Convention Center          |
| 2025 | 19 – 22 Mai                |                                    |

### 2011
Build 2011 a fost ținut în Anaheim, California. Conferința s-a concentrat în principal pe Windows 8, Windows Server 2012 și Visual Studio 2012; iar versiunile lor de Developer Preview (Previzuizare Dezvoltator) au fost și ele lansate în timpul conferinței. Participanții au primit o tabletă Samsung venită cu Windows 8 Developers Preview build.

### 2012
Ținută la Campusul Microsoft din Redmond de la 30 Octombrie la 2 Noiembrie 2012, ediția Build din 2012 s-a concentrat pe lansarea recent făcută a Windows 8, împreună cu Windows Azure și Windows Phone 8. Participanții au primit o tabletă Surface RT cu Touch Cover, un smartphone Nokia Lumia 920 și 100GB de stocare gratis în Sky Drive.

### 2013
Build 2013 s-a ținut între 26 și 28 iunie 2013 la Moscone Center (Nord și Sud) din San Francisco. Conferința a fost folosită în principal pentru a dezvălui actualizarea Windows 8.1 pentru Windows 8. Fiecare participant a primit un Surface Pro, Acer Iconia W3 (prima tabletă de 8 inchi cu Windows 8) cu o tastatură Bluetooth, un an de Adobe Creative Cloud și 100 GB de spațiu de stocare SkyDrive gratuit.

### 2014
Build 2014 s-a ținut la Moscone Center (Vest) din San Francisco în perioada 2 aprilie - 4 aprilie 2014. Participanții au primit gratuit un Xbox One și un card cadou Microsoft Store de 500 USD.
Subiecte principale:
- Windows Display Driver Model 2.0 și DirectX 12
- Microsoft Cortana
- Windows Phone 8.1
- Windows 8.1 Spring Update
- Windows gratuit pe toate dispozitivele cu o dimensiune a ecranului de 9 inchi sau mai puțin
- Bing Knowledge widget și unirea aplicaiilor (app linking)
- .NET Native
- .NET Complier Platform (Roslyn).
- Visual Studio 2013 Actualizarea 2 RC
- Team Foundation Server 2013 Actualizarea 2 RTM
- TypeScript 1.0
- .NET Foundation

### 2015
Build 2015 a avut loc la Moscone Center (Vest) din San Francisco în perioada 29 aprilie - 1 mai 2015. Taxa de înregistrare a fost de 2095 USD și s-a deschis 9:00am PST joi, pe 22 Ianuarie și biletele s-au vândut în mai puțin de o oră cu un număr nespecificat de participanți. Participanții au primit un ultrabook HP Spectre x360.
Subiecte principale:
- Windows 10
- Windows 10 Mobile
- HoloLens și Windows Holographic[13]
- Windows Server 2016
- Microsoft Exchange Server 2016
- Visual Studio 2015
- Visual Studio Code

### 2016
Build 2016 a fost ținut la Moscone Center în San Francisco de pe 30 martie până pe 1 aprilie 2016. Prețul a fost de 2195 USD, crescut cu 100 USD față de anul precedent. Biletele s-au vândut într-un minut. Diferit față de anul precedent, nu au fost cadouri hardware pentru participanți.
Subiecte principale: 
- Subsistem Windows pentru Linux
- Cortana chatbot pe Skype
- „Puterea Pixului și PC-ului”
- .NET Standard Library
- ASP.NET Core
- Suportarea extensiei de navigator pentru Edge
- Windows 10 Anniversary Update
- Xamarin 
  - Gratis pentru oameni individuali, proiecte open source, cercetare academică, educație și mici echipe profesionale.[15]
  - Simulator iOS controlat de la distanță pentru Windows[16]

### 2017
Conferința Build 2017 a avut loc la Washington State Convention Center în suburbiile orașului Seattle, Washington de pe 10 mai până pe 12 mai, 2017. Build a avut loc la Moscone Center în anii precedenți, dar acesta era în timuplu unor renovări din aprilie până în august 2017.  Locația fiind Seatle a adus conferința aproape de Sediile Mondiale Microsoft în Redmond, Washington. Prețul a rămas la 2195 USD. Nu au fost dispozitive date la această conferință către participanți.
Subiecte principale:
- Azure Cosmos DB
- Visual Studio pentru Mac
- WSL: Suport pentru Fedora și SUSE
- Xamarin Live Player
- Windows 10 Fall Creators Update
- Fluent design system